# Claude Bowes-Lyon, 14. hrabě ze Strathmore a Kinghorne
Claude Bowes-Lyon, 14. hrabě ze Strathmore a Kinghorne (14. března 1855, Londýn – 7. listopadu 1944, Glamis), v letech 1865 až 1904 titulován jako Lord Glamis, byl britský peer a majitel půdy, otec královny Elizabeth Bowes-Lyon a děd britské panovnice Alžběty II.

## Život a rodina
Hrabě se narodil v Lowndes Square v Londýně jako nejstarší syn Clauda Bowes-Lyon, hraběte ze Strathmore a Kinghorne, a jeho manželky Frances, rozené Smithové. Jeho mladší bratr Patrick Bowes-Lyon byl hráčem tenisu, který v roce 1887 vyhrál Wimbledon ve dvouhře.
Po studiu na Eton College dostal pověření připojit se ke 2. životní stráži (Life Guards), v níž sloužil šest let do roku po svém sňatku. Byl aktivním členem domobrany a sloužil jako čestný plukovník u 4./5. praporu Black Watch.
Poté, co se stal po otci 16. února 1904 hrabětem, zdědil velké statky ve Skotsku a Anglii, včetně hradu Glamis, venkovského domu St Paul's Walden Bury, Gibside Hall, hradu Streatlam, hrabství Durham a parku Woolmers u Hertforu. Stal se také lordem poručíkem Angusu, ale na tento úřad rezignoval, když se jeho dcera stala královnou. Velmi se zajímal o lesnictví a byl jedním z prvních v Británii, kdo vypěstoval ze semene modřín. Na jeho statcích bylo velké množství drobných zemědělců a on měl pověst neobvykle laskavého vůči svým nájemníkům. Jeho současníci jej popisovali jako skromného muže, často viděného v "nepromokavém plášti svázaném kouskem provázku". Sám pracoval na svých statcích a užíval si fyzické práce; návštěvníci si ho často pletli s obyčejným pracovníkem. K snídani si vyráběl vlastní kakao a na večeři měl vždy u sebe džbán vody, aby si mohl zředit vlastí víno.
Přes jeho výhrady ke královské hodnosti se v roce 1923 jeho dcera Elizabeth provdala za prince Alberta, vévodu z Yorku, druhého syna krále Jiřího V. a královny Marie. Lord Strathmore byl na známku sňatku jmenován rytířem velkokříže královského řádu Viktoriina. O pět let později se stal rytířem řádu bodláku.
V roce 1936 se jeho zeť stal britským králem a přijal jméno Jiří VI. Jako otec nové královny se stal rytířem podvazkového řádu a po korunovaci v roce 1937 peerem Spojeného království. To mu umožnilo sedět ve Sněmovně lordů jako hrabě (protože členové šlechtického titulu peera Skotska neseděli automaticky ve Sněmovně lordů, předtím seděl pouze jako baron prostřednictvím baronství Bowes vytvořeného pro jeho otce). Při korunovaci své dcery a zetě seděl hrabě s manželkou na místech pro královskou rodinu, společně a královnou Marií a jejich společnými vnučkami Alžbětou a Margaret.
Ke stáru hodně ohluchl. Lord Strathmore zemřel 7. listopadu 1944 ve věku 89 let na hradě Glamis na bronchitidu (jeho manželka zemřela v roce 1938). Jeho nástupcem se stal syn Patrick.

## Manželství a potomci
16. července 1881 se šestadvacetiletý lord Glamis v Petershamu v Surrey oženil s o sedm let mladší Cecílií Cavendish-Bentinckovou. Měli spolu deset dětí. Hrabě si knír rozdělil do divadelního, ale zdvořilého gesta, než je políbil:
- Violet Hyacinth Bowes-Lyonová (17. dubna 1882 – 17. října 1893)
- Mary Frances Bowes-Lyonová (30. srpna 1883 – 8. února 1961)
- Patrick Bowes-Lyon, 15. hrabě ze Strathmore a Kinghorne (22. září 1884 – 25. května 1949)
- John Bowes-Lyon (1. dubna 1886 – 7. února 1930)
- Alexander Francis Bowes-Lyon (14. dubna 1887 – 19. října 1911)
- Fergus Bowes-Lyon (18. dubna 1889 – 27. září 1915)
- Rose Constance Bowes-Lyonová (6. května 1890 – 17. listopadu 1967)
- Michael Claude Hamilton Bowes-Lyon (1. října 1893 – 1. května 1953)
- Elizabeth Angela Marguerite Bowes-Lyonová (4. srpna 1900 – 30. března 2002)
- David Bowes-Lyon (2. května 1902 – 13. září 1961)

## Vývod z předků
|                                                        |                                                        |  |            |                        |  |  |  |  |  |  |  | John Bowes, 9. hrabě ze Strathmore a Kinghorne |
|                                                        |                                                        |  |            |                        |  |  |  |  |  |  |  |                                                |
|                                                        | Thomas Lyon-Bowes, 11. hrabě ze Strathmore a Kinghorne |  |            |                        |  |  |  |  |  |  |  |                                                |
|                                                        |                                                        |  |            |                        |  |  |  |  |  |  |  |                                                |
|                                                        |                                                        |  |            | Mary Eleanor Bowes     |  |  |  |  |  |  |  |                                                |
|                                                        |                                                        |  |            |                        |  |  |  |  |  |  |  |                                                |
|                                                        | Thomas Lyon-Bowes, Lord Glamis                         |  |            |                        |  |  |  |  |  |  |  |                                                |
|                                                        |                                                        |  |            |                        |  |  |  |  |  |  |  |                                                |
|                                                        |                                                        |  |            | George Carpenter       |  |  |  |  |  |  |  |                                                |
|                                                        |                                                        |  |            |                        |  |  |  |  |  |  |  |                                                |
|                                                        | Mary Elizabeth Louisa Carpenterová                     |  |            |                        |  |  |  |  |  |  |  |                                                |
|                                                        |                                                        |  |            |                        |  |  |  |  |  |  |  |                                                |
|                                                        |                                                        |  |            | Mary Elizabeth Walsh   |  |  |  |  |  |  |  |                                                |
|                                                        |                                                        |  |            |                        |  |  |  |  |  |  |  |                                                |
|                                                        | Claude Bowes-Lyon, 13. hrabě ze Strathmore a Kinghorne |  |            |                        |  |  |  |  |  |  |  |                                                |
|                                                        |                                                        |  |            |                        |  |  |  |  |  |  |  |                                                |
|                                                        |                                                        |  |            | Thomas Grimstead       |  |  |  |  |  |  |  |                                                |
|                                                        |                                                        |  |            |                        |  |  |  |  |  |  |  |                                                |
|                                                        | Joseph Valentine Grimstead                             |  |            |                        |  |  |  |  |  |  |  |                                                |
|                                                        |                                                        |  |            |                        |  |  |  |  |  |  |  |                                                |
|                                                        |                                                        |  |            | Eleanor Creswick       |  |  |  |  |  |  |  |                                                |
|                                                        |                                                        |  |            |                        |  |  |  |  |  |  |  |                                                |
|                                                        | Charlotte Lyon-Bowesová                                |  |            |                        |  |  |  |  |  |  |  |                                                |
|                                                        |                                                        |  |            |                        |  |  |  |  |  |  |  |                                                |
|                                                        |                                                        |  |            | John Walsh             |  |  |  |  |  |  |  |                                                |
|                                                        |                                                        |  |            |                        |  |  |  |  |  |  |  |                                                |
|                                                        | Charlotte Jane Sarah Walsh                             |  |            |                        |  |  |  |  |  |  |  |                                                |
|                                                        |                                                        |  |            |                        |  |  |  |  |  |  |  |                                                |
|                                                        |                                                        |  |            | Elizabeth              |  |  |  |  |  |  |  |                                                |
|                                                        |                                                        |  |            |                        |  |  |  |  |  |  |  |                                                |
| Claude Bowes-Lyon, 14. hrabě ze Strathmore a Kinghorne |                                                        |  |            |                        |  |  |  |  |  |  |  |                                                |
|                                                        |                                                        |  |            |                        |  |  |  |  |  |  |  |                                                |
|                                                        |                                                        |  | Abel Smith |                        |  |  |  |  |  |  |  |                                                |
|                                                        |                                                        |  |            |                        |  |  |  |  |  |  |  |                                                |
|                                                        | George Smith                                           |  |            |                        |  |  |  |  |  |  |  |                                                |
|                                                        |                                                        |  |            |                        |  |  |  |  |  |  |  |                                                |
|                                                        |                                                        |  |            | Mary Bird              |  |  |  |  |  |  |  |                                                |
|                                                        |                                                        |  |            |                        |  |  |  |  |  |  |  |                                                |
|                                                        | Oswald Smith z Blendon Hall                            |  |            |                        |  |  |  |  |  |  |  |                                                |
|                                                        |                                                        |  |            |                        |  |  |  |  |  |  |  |                                                |
|                                                        |                                                        |  |            | Sir John Parker Mosley |  |  |  |  |  |  |  |                                                |
|                                                        |                                                        |  |            |                        |  |  |  |  |  |  |  |                                                |
|                                                        | Frances Mary Mosley                                    |  |            |                        |  |  |  |  |  |  |  |                                                |
|                                                        |                                                        |  |            |                        |  |  |  |  |  |  |  |                                                |
|                                                        |                                                        |  |            | Elizabeth Bayley       |  |  |  |  |  |  |  |                                                |
|                                                        |                                                        |  |            |                        |  |  |  |  |  |  |  |                                                |
|                                                        | Frances Bowes-Lyonová                                  |  |            |                        |  |  |  |  |  |  |  |                                                |
|                                                        |                                                        |  |            |                        |  |  |  |  |  |  |  |                                                |
|                                                        |                                                        |  |            | Robert Hodgson         |  |  |  |  |  |  |  |                                                |
|                                                        |                                                        |  |            |                        |  |  |  |  |  |  |  |                                                |
|                                                        | Robert Hodgson                                         |  |            |                        |  |  |  |  |  |  |  |                                                |
|                                                        |                                                        |  |            |                        |  |  |  |  |  |  |  |                                                |
|                                                        |                                                        |  |            | Mildred Porteus        |  |  |  |  |  |  |  |                                                |
|                                                        |                                                        |  |            |                        |  |  |  |  |  |  |  |                                                |
|                                                        | Henrietta Mildred Hodgsonová                           |  |            |                        |  |  |  |  |  |  |  |                                                |
|                                                        |                                                        |  |            |                        |  |  |  |  |  |  |  |                                                |
|                                                        |                                                        |  |            | Martin Tucker          |  |  |  |  |  |  |  |                                                |
|                                                        |                                                        |  |            |                        |  |  |  |  |  |  |  |                                                |
|                                                        | Mary Tucker                                            |  |            |                        |  |  |  |  |  |  |  |                                                |
|                                                        |                                                        |  |            |                        |  |  |  |  |  |  |  |                                                |
|                                                        |                                                        |  |            | Henrietta Baker        |  |  |  |  |  |  |  |                                                |
|                                                        |                                                        |  |            |                        |  |  |  |  |  |  |  |                                                |